# Nejdřív já
Nejdřív já (1936) je dobrodružný román westernového typu od českého spisovatele Eduarda Fikera, odehrávající se v drsném kanadském prostředí.

## Obsah románu
Román vypráví příběh mladého českého emigranta Jana Šimka, který se roku 1919 vystěhoval se svým ovdovělým otcem do Kanady. Po smrti svého otce se usadil v osadě Fort-Quarrelling v pohoří Laurentidy v jižním Québecu, kde pracuje jako požární strážce lesa.
Jan Šimek nechce přijmout všeobecně panující zákon silnějšího, který platí v divočině, kde muž s tvrdší pěstí má právo říci „Nejdřív já“. Janovu ochotu ustoupit ve sporu, aby nedošlo k jeho eskalaci, si však místní usedlíci vykládají jako slabost a zbabělost. Jan získá přezdívku „Greedy“ (nenasyta), když mu rváč Bill Beale, zvaný „Scarry“ (zjizvený), rozmaže v přihlouplém vtipu borůvkový koláč po obličeji. I v tomto, případě upustí Jan od odvety. Pravdu o tom, že Jan je ve skutečnosti velmi statečný a silný muž, tuší pouze místní strážce zákona Andy Shellshear (vystupuje i v knize Tříoký jezdec), který „Greedyho“ požádá o pomoct při pátrání po nebezpečné partě pašeráků, která tajně dopravuje lihoviny do indiánské rezervace Irokézů.
Když se v osadě Fort-Quarrellingu objeví se svou matkou nová hezká učitelka místní obecné školy miss Helena Owenová, Jan se do ní zamiluje. Bill Beale však prohlašuje, že se mu Helena Owenová velmi líbí a že každému namlátí, komu by se rovněž líbila. Dojde proto k zápasu mezi Janem a Billem o Heleninu přízeň, ve kterém má ke všeobecnému překvapení Jan navrch. Před posledním kolem, ve kterém je Jan rozhodnut Billa dorazit, ho Andy požádá, aby zápas prohrál. Bill Beale je totiž předpokládaným vůdcem pašerácké bandy a pokud by ho Jan zmlátil do bezvědomí, nemohl by se zúčastnit akce, na které ho chce Andy přichytit při činu. Jan Andymu vyhoví, potupně prohraje a po prohře je ještě ve větším všeobecném opovržení.
Brzy po zápase je v lese nalezen mrtvý zastřelený cizinec. Helenina matka potvrdí, že jde o jejího druhého manžela. Brzy se zjistí, že měla z něho strach a podezření z vraždy padne nejprve na Helenu a pak na její matku. Ve snaze uchránit ženy před zatčením bere Jan vinu za vraždu na sebe a utíká do lesů. Na vlastní pěst pátrá po úkrytu pašeráků, Když skrýš objeví, začne podivný hon. Pašeráci pronásledují Jana, který se je snaží za cenu vlastního života vtáhnout do léčky připravené Andym a jedním indiánským policistou. Brzy se vysvětlí i smrt nalezeného cizince. Ve skutečnosti jej zastřelil právě Helenin nevlastní otec za to, že jej okradl. Ten se pak domluvil se svou ženou, že jí dá navždy pokoj, pokud ho neprozradí.
Nakonec je za pomoci místních dřevorubců banda pašeráků zneškodněna. Jan je sice postřelen, ale za pomoci Heleny, o které zjistí, že jej miluje, se uzdraví.

## Přehled vydání
- Nejdřív já, Karel Voleský, Praha 1936.
- Nejdřív já, Novela, Brno 1945.
- Nejdřív já, v edici Statečná srdce, Růže, České Budějovice 1969, il. Bohumil Konečný.